# دیکینسن (داکوتای شمالی)
دیکینسن(به انگلیسی: Dickinson) شهری در ایالت داکوتای شمالی کشور ایالات متحده آمریکا است که جمعیت آن در سرشماری سال ۲۰۱۰ میلادی، ۱۷٬۷۸۷ نفر بوده‌است.